# Oostende
Oostende (Frans: Ostende, Engels: Ostend) is een centrumstad in de Belgische provincie West-Vlaanderen, die ongeveer centraal langs de Belgische kust ligt. De stad is een belangrijk toeristisch en economisch centrum, telt ca. 72.000 inwoners (2023), beschikt over een zee- en luchthaven en is het centrum van het gelijknamige arrondissement.

## Geschiedenis

### Beginperiode
De eerste sporen van Oostende zijn te vinden in de 9e en 10e eeuw. Schaapherders en vissers leidden een eenvoudig leven in een kleine nederzetting op de toenmalige locatie, het oostelijke uiteinde van het schorreneiland Testerep. In 814 schonk sire Gobrecht van Steeland het toenmalig nietig dorpje aan de abdij van Sint-Bertinus in Sint-Omaars. Omstreeks het jaar 1000 begon de Noordzee gedurende ongeveer 70 jaar op de kust de zogenaamde Duinkerke III A-transgressie. Het langwerpig eiland Testerep werd daarbij regelmatig overspoeld. In de 11e eeuw werd de Testerepgeul tussen het eiland en het vasteland ingepolderd, waardoor het dorp niet meer op een eiland lag en zich kon ontwikkelen.
Rond 1115 hoorde het dorp Oostende (Oostende-ter-Streep) bij de parochie van het oude Mariakerke.
In 1267 kende gravin Margaretha II van Vlaanderen stadsrechten toe aan Oostende, maar de stad had geen muren, vestingen of bolwerken. Op dat moment werd aan Oostende het voorrecht verleend een halle te exploiteren. Geleidelijk aan maakten de bewoners gebruik van hun bestuurlijke bevoegdheden om zich los te maken van de dominerende kasteelheren. Een schepencollege van rijke kooplieden, later ambachtslieden, met aan het hoofd de baljuw, stippelde het beleid uit. In 1284 sloot Oostende een verdrag met de vrijheer van Brugge om de getijdengeul te verbreden en bevaarbaar te maken.

### Noodzakelijke verplaatsing
Stormen en overstromingen dwongen Oostende landinwaarts te verhuizen. In 1372 werd de stad versterkt met palissades, maar een reeks hevige stormvloeden, zoals de Sint-Clemensvloed van 23 november 1334 en de noodlottige Sint-Vincentiusvloed van 22 januari 1394, verzwolgen uiteindelijk het grootste gedeelte van de stad. Restanten van deze oude locatie van de stad werden in 2016 herontdekt door onderzoekers van de Universiteit Gent op 200 meter voor de kust. Er werd een nieuw Oostende opgetrokken, iets zuidoostelijker gelegen, niet meer op het vroegere eiland Testerep maar op het grondgebied van de parochie Bredene. In 1445 gaf graaf Filips de Goede Oostende toestemming om een haven aan te leggen. In 1447 werd de stad opnieuw overstroomd, met als gevolg dat de stad opnieuw landinwaarts verplaatst werd.

### Spaanse periode
In juli 1489 werd Oostende geplunderd en in brand gestoken door aanhangers van de Duitse keizer Maximiliaan I van Oostenrijk, aangevoerd door Daniël van Praet, kapitein van Nieuwpoort. Dat leidde de reeks oorlogen in de Nederlanden in. Zo werd Oostende in 1548 veroverd door de Engelsen en de Hollanders. In 1572 werd uiteindelijk een verdediging rond de stad opgeworpen met de toestemming en medewerking van de hertog van Alva.
Na de Slag bij Nieuwpoort trok het leger van de prins van Oranje zich terug op Oostende. De Oostendenaren gaven vrije toegang tot hun haven aan protestanten uit Engeland en Noord-Ierland. Zo werd Oostende het laatste protestantse bolwerk in de zuidelijke, katholieke Spaanse Nederlanden. Als reactie daarop volgde het drie jaar durende Beleg van Oostende. De Staatse verdedigers trokken zich ten slotte terug. Door het beleg was Oostende totaal verwoest. De Noorderdijk was doorgestoken waardoor de polders onder water liepen en een grote getijdengeul ten oosten van de stad ontstond, de huidige havengeul van Oostende.
In 1698 werd een eerste scheepvaartmaatschappij opgericht, die tot doel had handel te drijven met Indië. De Spaanse Successieoorlog had ook zijn gevolgen voor Oostende. Toen de Franse en Spaanse troepen, na hun verlies in de Slag bij Ramillies op 23 mei 1706 zich terugtrokken in Oostende, werd de stad belegerd door de Engelse vloot, en opnieuw grotendeels verwoest. Op 6 juli 1706 gaf de belegerde stad zich over aan de Oostenrijkse keizer en zijn bondgenoten.

### Oostenrijkse periode

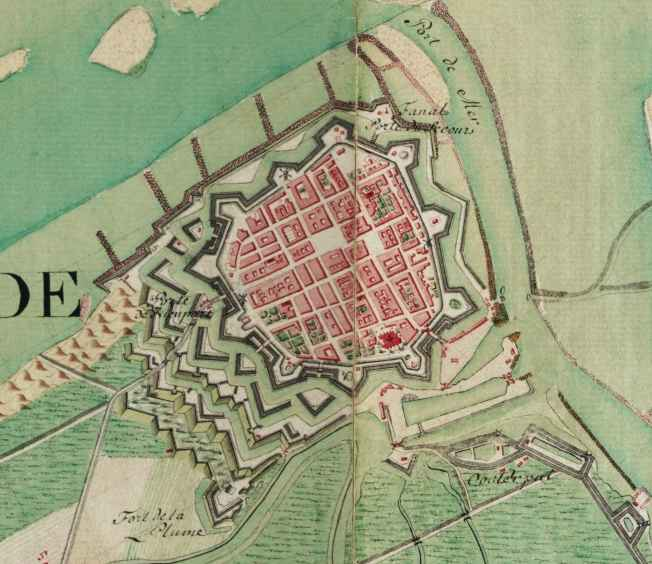
Oostende op de Ferrariskaart

De scheepvaartmaatschappij die met Indië handel voerde, werd hierdoor pas in 1715 een succes. Op 11 augustus 1723 werd de Generale Keizerlijke en Koninklijke Indische Compagnie, beter bekend als de Oostendse Compagnie, gesticht. In maart 1724 vertrok de eerste koopvaardijvloot, die bestond uit drie schepen, de Arend, de Sint-Elisabeth en de Sint-Karel, onder koninklijke en keizerlijke vlag. Op korte tijd werd Oostende een belangrijke haven met invoer van Chinese en Indische koopwaar. Onder internationale druk werd de Oostendse Compagnie in 1727 geschorst en in 1731 opgeheven. Oostende werd opnieuw een gewone vestingstad. In de late 17e eeuw en eerste helft van de 18e eeuw was Oostende een van de vestingsteden die deel uitmaakten van de Nederlandse vestingsbarrière in de Zuidelijke Nederlanden.
Op 24 november 1776 werd het eerste handelsdok plechtig geopend. In 1781 vaardigde keizer Jozef II een decreet uit waardoor Oostende officieel een vrijhaven werd. Opnieuw kende de haven een zekere opbloei, onder andere door de neutraliteit van Oostenrijk in de Amerikaanse Onafhankelijkheidsoorlog. Na het Verdrag van Versailles op 20 januari 1783 begon de grote havenbedrijvigheid weer stilaan af te nemen.

### Franse periode
Tussen 1792 en 1815 stond de verdere uitbouw van de Oostendse haven op een laag pitje, onder meer vanwege het beleid van Napoleon Bonaparte. De keizer blokkeerde met het Continentaal stelsel de handel met overzee en concentreerde de vestingbouw en de activiteiten van zijn marine in de Noordelijke wateren in Den Helder dat hij als "het Gibraltar van het Noorden" beschouwde. Wel werden er onder het bestuur van Napoleon twee forten gebouwd ter verdediging van de haven: Fort Napoleon en het Fort Royal moesten Britse aanvallen en landingen afweren.

### De haven in het Koninkrijk der Nederlanden
Ook tijdens het bewind (1815-1830) van koning Willem I der Nederlanden was vergroting van de haven niet mogelijk. De prioriteiten van de regering lagen elders en het koninkrijk bezat met Amsterdam, Rotterdam en Antwerpen al voldoende grote havens. Op 6 oktober 1818 sloten het Koninkrijk der Nederlanden en Engeland een overeenkomst voor het inleggen van twee wekelijkse verbindingen tussen beide landen, namelijk tussen Harwich en Hellevoetsluis enerzijds en Dover en Oostende anderzijds. Hiermee ontstond de Oostende-Doverlijn.

### Belgische periode
Pas in 1830, onder impuls van de Belgische koning Leopold I, kon de Oostendse zeehaven verder uitgroeien. In 1838 had de inhuldiging van de spoorlijn Oostende-Brussel plaats. In 1877 werd de eerste Oostendse vismijn gebouwd. Op 2 april 1884 kwam het eerste stoomvisserijschip — de Prima — Oostende binnenvaren. In 1914 waren er al 29 stoomvisserijschepen in Oostende.
In 1865 werd Oostende ontheven van zijn functie als vesting door de toenmalige minister van oorlog baron Félix Chazal. Spoedig werden de vestingmuren rond de stad gesloopt. Hierdoor zou Oostende op korte tijd sterk uitbreiden. Dankzij de inspanningen van koning Leopold II bloeide Oostende in het begin van de twintigste eeuw als geen ander. De stad kreeg de bijnaam "Koningin der Badsteden". De mondaine koning bouwde een belle-époque-badplaats met wereldfaam. Het Kursaal Oostende uit 1852, het nieuwe theater uit 1905, het Koninklijk Paleis, de Koninklijke Gaanderijen, de Promenade, de Kiosk, het Stadstheater, het Leopoldpark, de Wellingtonrenbaan en de Stadsbibliotheek straalden haar bourgeois karakter uit.
In 1885 ging de eerste NMVB-stoomtramlijn in België rijden, tussen Oostende en Middelkerke-dorp. Het was ook het begin van de Oostendse stadstram.
Door de toegenomen scheepvaart op Oostende was een tekort aan kaaimuren ontstaan. Daarom werd in de periode 1894-1914 de haven op ingrijpende wijze vernieuwd door aanpassing van de voorhaven en uitbouw van een nieuwe achterhaven, verbonden met de De Smet de Naeyerbruggen.
In 1897 ging de eerste elektrische tramlijn langs de kust rijden, vanuit Oostende richting Middelkerke-Bad. Dit is nu de moderne Kusttram langs alle badplaatsen. Vanaf 1909 ontstond een elektrisch tramnet, waarvan de laatste lijn tot in 1958 reed.

### Duits intermezzo
De twee wereldoorlogen luidden het einde in van Oostende als belle-époquestad. De Duitsers plaatsten afweergeschutbatterijen langs het Fort Napoleon en in de duinen langs het duinenkerkje Onze-Lieve-Vrouw ter Duinenkerk, waarvan de toren half verwoest werd. In de Eerste Wereldoorlog was Oostende een basis voor Duitse duikboten vanuit Brugge. De Britten probeerden Oostende tweemaal te blokkeren met een blokkade, de eerste op 23 april 1918 en de tweede op 9 mei 1918. De promenade werd zo goed als volledig verwoest in 1940-45 door de bommenregen van de Geallieerden op de Atlantikwall, de haven en de spoorwegen.

### Naoorlogse periode
De opkomst van het massatoerisme en de immobiliënsector waren nog dramatischer dan de Tweede Wereldoorlog voor de afbraak van de belle-époque-architectuur. Oostende groeide dankzij het eendagstoerisme en de toename van de mobiliteit wel uit tot een bloeiende moderne badstad met meer dan 70.000 inwoners, in het hoogseizoen kan dit aantal tot een veelvoud hiervan oplopen. Veel van deze toeristen wensen een flat met zicht op zee. Het opdoeken van de Regie voor Maritiem Transport (RMT) heeft bovendien voor heel wat armoede gezorgd. Oostende wordt erkend als een kansarme gemeente (SIF+).
Tegen de millenniumwende besloot het stadsbestuur van Oostende om van de elitaire bijnaam "Koningin der badsteden" af te stappen en zich te profileren als "Stad aan zee". Men wilde daarmee vooral aangeven dat Oostende aan de Belgische kust een van de enige "echte" steden zou zijn. Toeristisch en marketinggewijs was deze titel ook moderner dan de oubollig geworden koninginnennaam, hoewel deze naam een begrip is geworden en nog altijd vaak wordt gebruikt.
De lucht- en spoorhaven hebben de plaats van de zeehaven ingenomen op vlak van internationale verbindingen. In 2004 is de renovatie begonnen van het Kursaal Oostende. Het complex is afgewerkt in 2005. Het kursaal is nu een van de grootste evenementzalen in Oostende. Het biedt plaats aan meer dan 2000 mensen en achter het podium bevindt zich een glazen muur met zicht op zee. Ook op cultureel vlak heeft de stad een aantal troeven. De Paulusfeesten zijn bekende zomerfeesten geworden. Het kleinschalig vriendenfeestje groeide uit tot een volwaardig festival. Ook Theater Aan Zee en Oostende voor Anker zijn trekpleisters geworden.

## Galerij

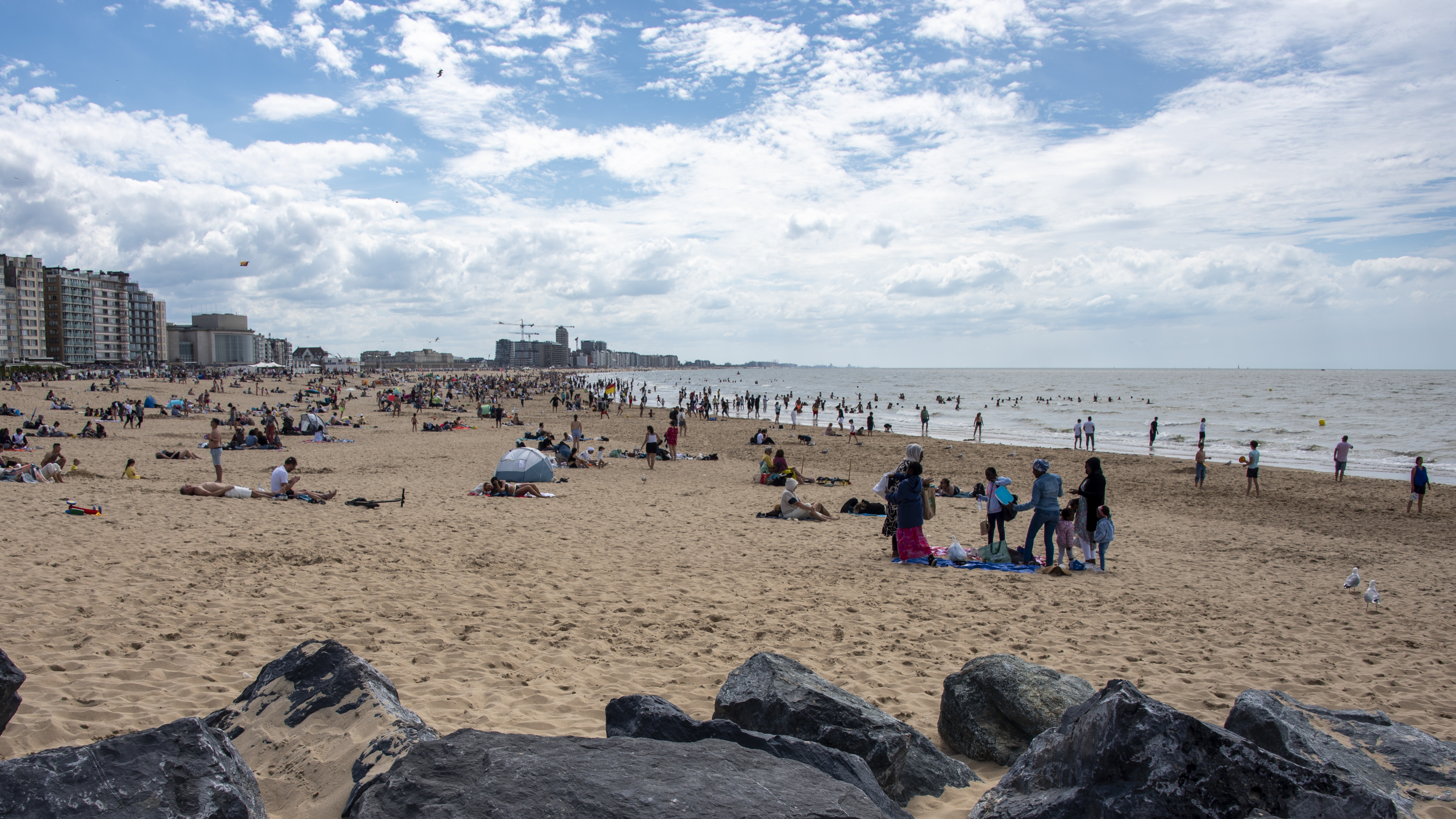
Een strand in Oostende
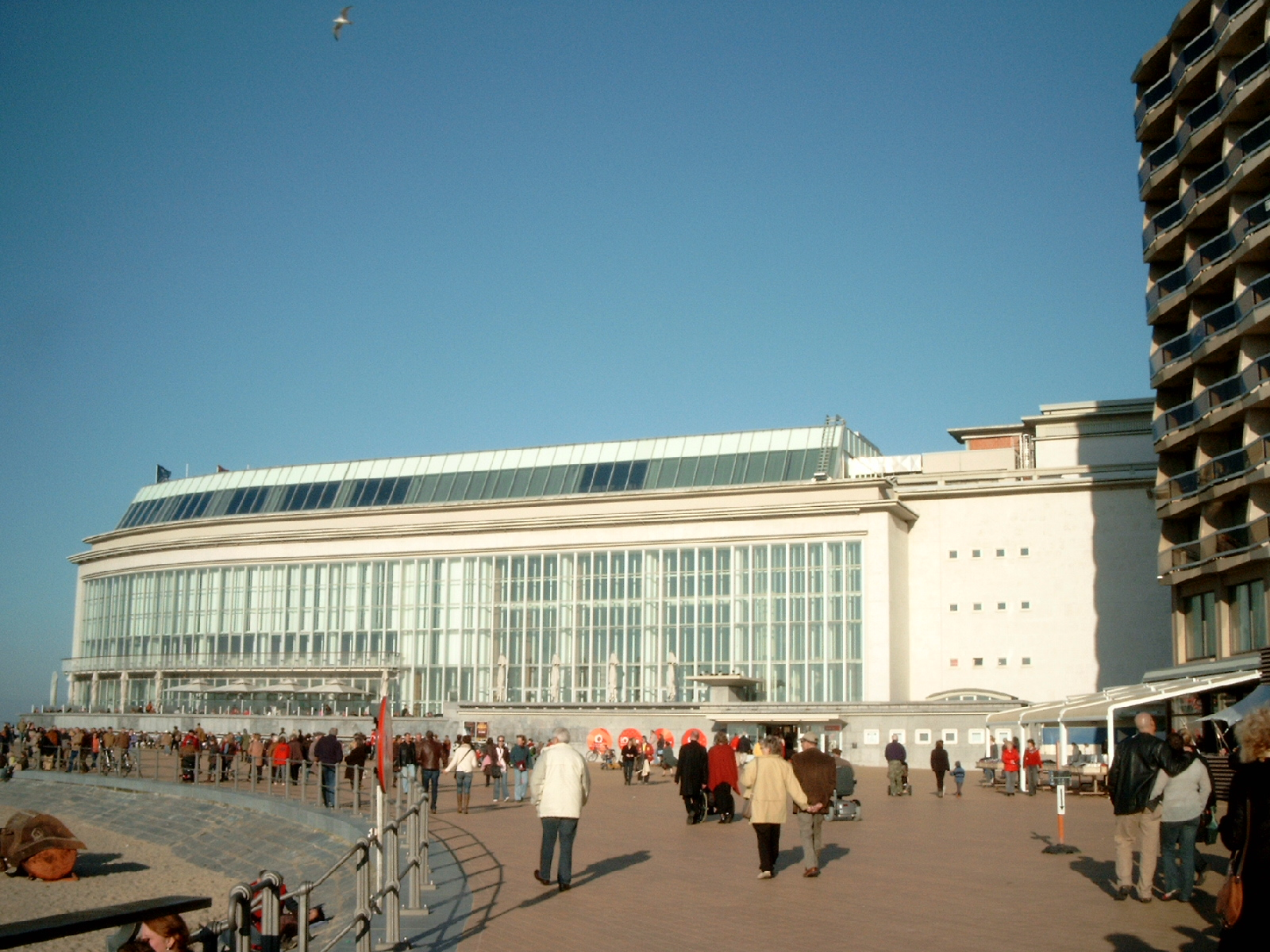
Casino Kursaal
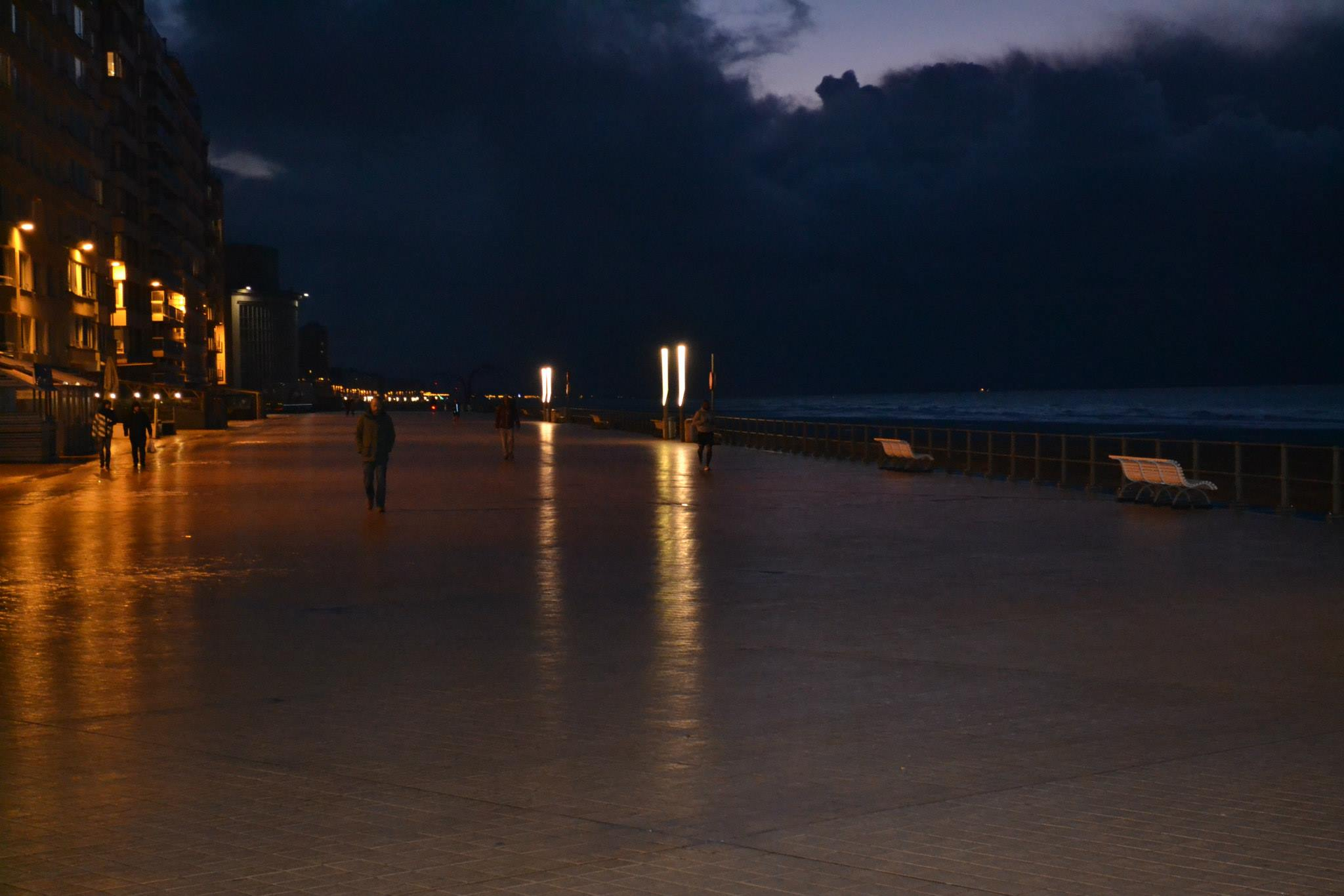
Dijk van Oostende
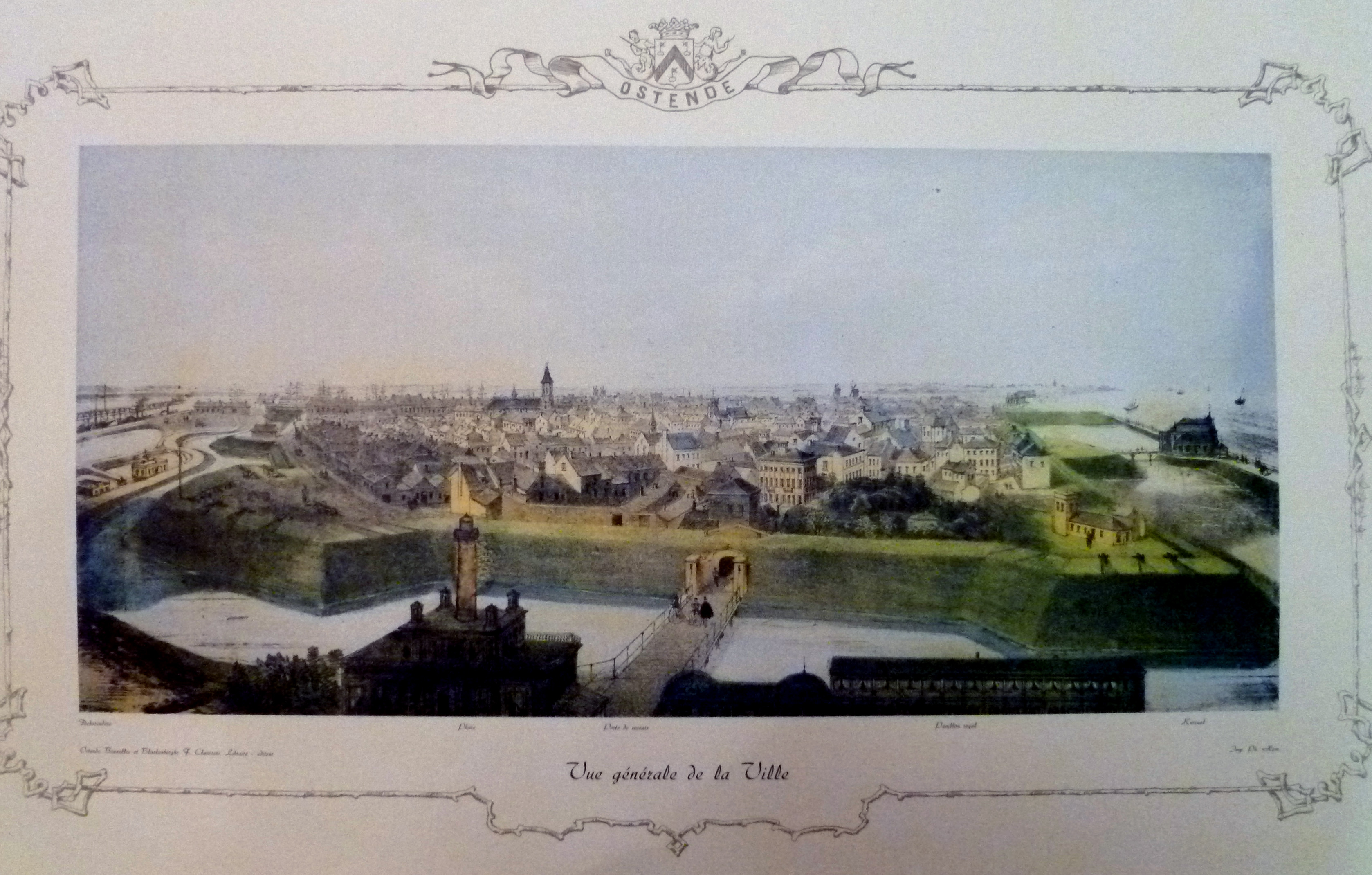
Gezicht op het omwalde Oostende (voor 1865)

## Stadsprofiel

### Ligging en kernen
De stad ligt centraal langs de Belgische kust, op ongeveer 35 km van de Nederlandse grens en 30 km van de Franse grens. Oostende ligt in de duinen- en kuststreek. Ten westen van de havengeul is de kust bijna volledig volgebouwd. Het oostelijk deel paalt aan de zeereepduinen van Bredene tussen Oostende en De Haan die, op het voormalig militair gebied na, onbebouwd zijn. De eerste locatie van Oostende lag op een eiland (Testerep) voor de Vlaamse kust, en het was het meest oostelijke dorp van dit eiland (vandaar de naam). Aan de andere kant lag Westende en in het midden lag Middelkerke.
Oostende is een centrumstad met een historische stadskern, een 19e-eeuwse gordel en uitlopers langs de kustlijn. Typisch voor zijn uitzicht zijn het kustfront van flatgebouwen, de dichtbebouwde binnenstad en grootschalige infrastructuren zoals de zee- en luchthaven. Oostende is ook een winkelcentrum – met de Kapellestraat als belangrijkste winkelstraat – dat regionaal in trek is.

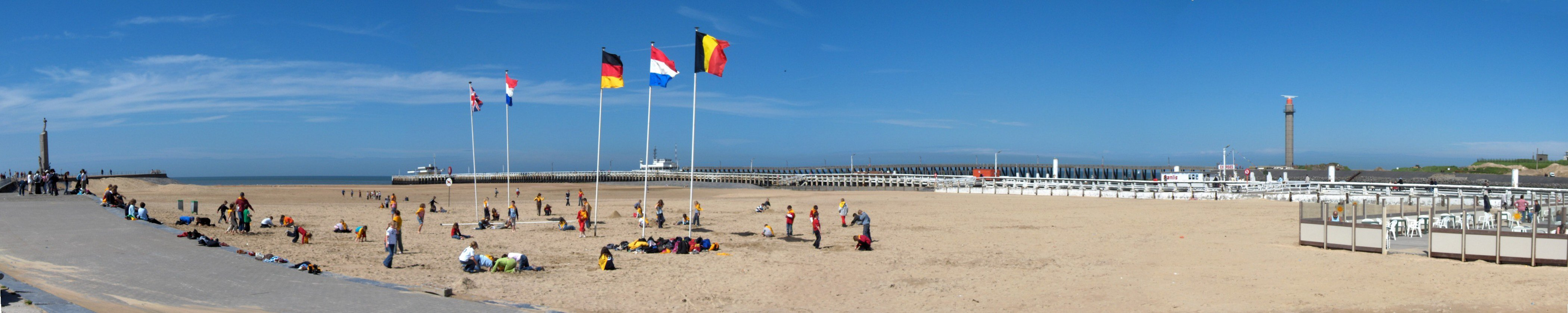
Het klein strand en het westerstaketsel - panoramisch gezicht

Oostende is opgedeeld in 8 wijken: Centrum, Vuurtoren, Zandvoorde, Konterdam/Meiboom, Stene, Raversijde, Mariakerke/Nieuwe Koers en Westerkwartier/Vlaams Plein. Enkel Zandvoorde is nog een duidelijk afgescheiden landelijk dorp, Stene en Mariakerke zijn volledig vergroeid met het stadscentrum en zijn tegenwoordig een woonwijk van de stad. Oostende telt drie buurtwerken: Westerkwartier, Vuurtorenwijk en Oud-Hospitaal. In deze stadsdelen proberen buurtwerkers de sociale samenhang te versterken van de meestal achtergestelde groepen. Daarnaast zijn er ook een aantal lokale dienstencentra die zich richten op ouderen en kansarmen.
|                 | Naam deelgemeente/wijk                                                                                           | Oppervlakte | Bevolking    |
| --------------- | --- | ----------- | ------------ |
| I II            | Oostende - Centrum - Hazegras - Oud Hospitaal–Petit Paris - Vogelzang - Westerkwartier - Vuurtorenwijk/Voorhaven |             | 6.036        |
| III             | Zandvoorde |             | 2.856        |
| IV V            | Stene - Stene-Dorp - Hoge Barrière - Konterdam–Meiboom                                                           |             | 10.967 4.657 |
| VI (VII) (VIII) | Mariakerke + Raversijde - Mariakerke - Nieuwe-Koerswijk - Raversijde                                             |             | 11.305 1.528 |

De stad Oostende grenst aan de volgende dorpen of gemeenten:
| - a. Bredene (gemeente Bredene) - b. Oudenburg (stad Oudenburg) - c. Snaaskerke (stad Gistel) - d. Leffinge (gemeente Middelkerke) - e. Middelkerke (gemeente Middelkerke) |

### Verkeer en vervoer

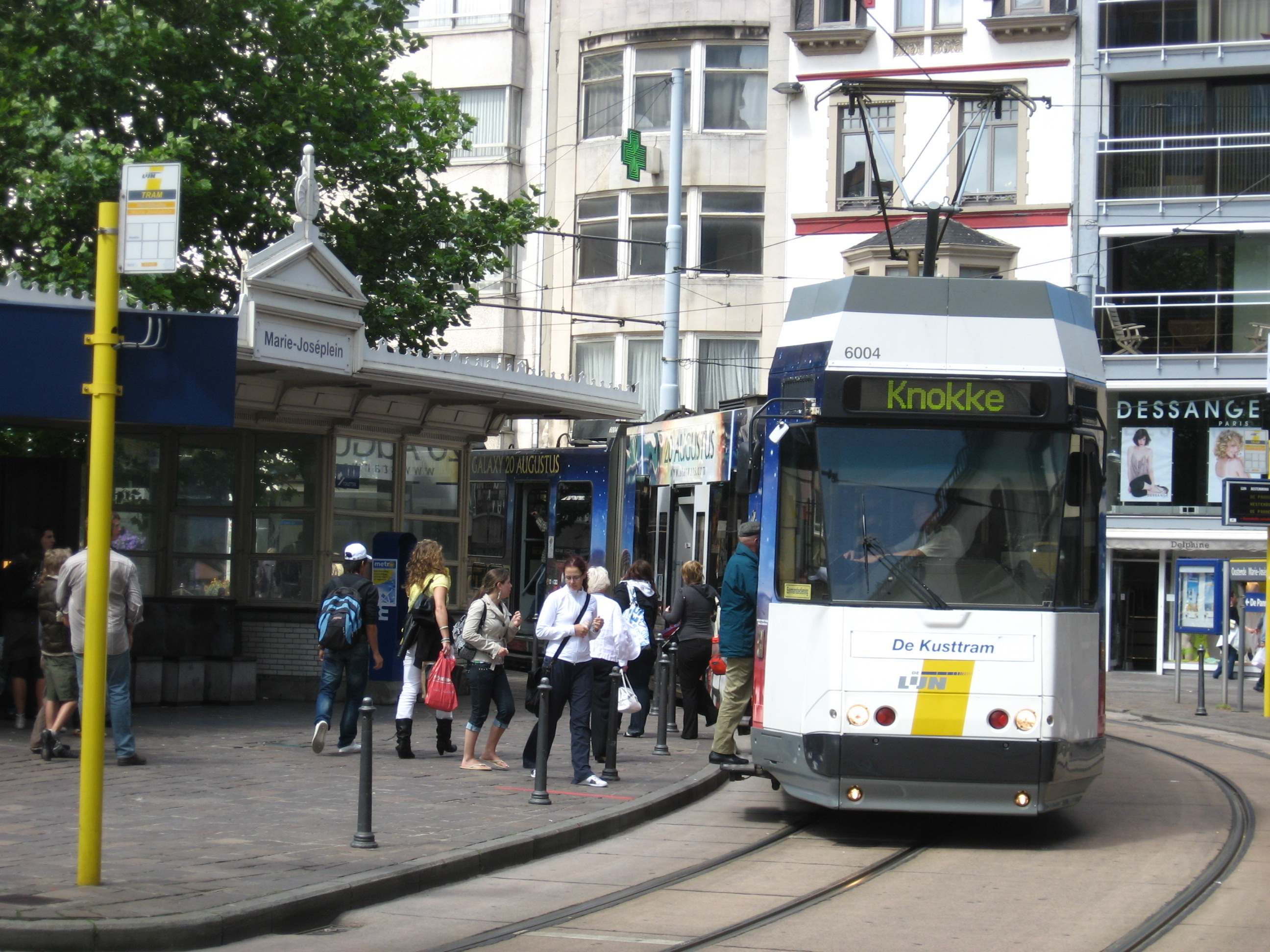
De kusttram bij halte Marie-Joséplein

Oostende is via de weg vlot te bereiken, door de ligging aan het eind van de autosnelweg A10. De stad beschikt over een internationale luchthaven en een zeehaven, en ligt aan het kanaal Brugge-Oostende.

#### Openbaar vervoer
Via het station Oostende wordt de stad rechtstreeks verbonden met andere belangrijke Belgische steden als Brugge, Kortrijk, Brussel, Gent, Luik en Antwerpen. Twee keer per werkdag verbindt een P-trein Oostende met Schaarbeek (behalve in de zomervakantie).
Oostende heeft een dicht netwerk van vijf stadsbuslijnen van De Lijn, waarvan er één ook Bredene bedient. Daarnaast zijn er streekbussen naar Oudenburg, Gistel, Brugge, Torhout, Middelkerke, Leffinge, Diksmuide, Veurne en Klemskerke (De Haan). Op 7 januari 2008 startte in Oostende een nachtnet met 8 nachtlijnen, waarvan telkens een naar Oudenburg, Gistel, Middelkerke en Bredene. De andere lijnen verzorgen de verbindingen tussen het centrum en de buitenwijken.
De kusttram loopt dwars door de stad, waarmee deze tramlijn een belangrijke verbinding vormt tussen alle badplaatsen, de aan de kust gelegen buitenwijken, het centrum en het treinstation. Haltes zijn er onder andere in de wijken Raversijde, Mariakerke en Vuurtorenwijk. De tram rijdt overdag in de zomer om de 10 minuten, 's winters om de 20 minuten en tijdens de herfst, lente en feestdagen om de 15 minuten.
Een veerdienst verzorgt voor voetgangers en fietsers een gratis overzet tussen de Visserskaai en de Oosteroever (Fort Napoleon, Vismijn ...).

### Bevolking
Naar het aantal inwoners is Oostende in 2022 de 16de grootste stad in België, met 72.000 inwoners, een licht stijgend aantal, vooral in het stadscentrum. Oostende is een multiculturele stad. Het aandeel personen met buitenlandse nationaliteit of herkomst in Oostende bedroeg in 2022, 31,90%, het aantal minderjarigen (0-17 jaar) met een buitenlandse nationaliteit of herkomst bedroeg in 2022, 49,21%, met een enorme verscheidenheid aan nationaliteiten (~160).
In de zomer vervijfvoudigt het aantal inwoners tot om en bij de 400.000. Dat grote aantal is te verklaren door de vele campings, hotels en appartementen van toeristen die in de vakantie naar zee komen.
Oostende is een SIF+-gemeente, met een hoog percentage kansarmen. De stad heeft de derde hoogste werkloosheidsgraad van België, met een hoog percentage langdurig werkzoekenden. Een derde van de Oostendse werklozen is een jongere (18-30 jaar). Er is een actief beleid op vlak van drugspreventie in het kader van het Veiligheids- en Preventiecontract, met onder andere het Medisch-Sociaal Centrum.

### Demografische evolutie voor de fusie
- Bronnen:NIS, Opm:1831 tot en met 1970=volkstellingen; 1976 = inwoneraantal op 31 december

### Demografische ontwikkeling van de fusiegemeente
Alle historische gegevens hebben betrekking op de huidige gemeente, inclusief deelgemeenten, zoals ontstaan na de fusie van 1 januari 1971.
- Bronnen:NIS, Opm:1831 tot en met 1981=volkstellingen; 1990 en later= inwonertal op 1 januari

| Inwoners van jaar tot jaar op 1 januari 1992 tot heden | Inwoners van jaar tot jaar op 1 januari 1992 tot heden | Inwoners van jaar tot jaar op 1 januari 1992 tot heden |
| jaar                                                   | Aantal                                                 | Evolutie: 1992=index 100                               |
| ------------------------------------------------------ | ------------------------------------------------------ | ------------------------------------------------------ |
| 1992                                                   | 68.957                                                 | 100,0                                                  |
| 1993                                                   | 69.118                                                 | 100,2                                                  |
| 1994                                                   | 69.067                                                 | 100,2                                                  |
| 1995                                                   | 68.858                                                 | 99,9                                                   |
| 1996                                                   | 68.635                                                 | 99,5                                                   |
| 1997                                                   | 68.049                                                 | 98,7                                                   |
| 1998                                                   | 67.595                                                 | 98,0                                                   |
| 1999                                                   | 67.304                                                 | 97,6                                                   |
| 2000                                                   | 67.279                                                 | 97,6                                                   |
| 2001                                                   | 67.334                                                 | 97,6                                                   |
| 2002                                                   | 67.574                                                 | 98,0                                                   |
| 2003                                                   | 68.065                                                 | 98,7                                                   |
| 2004                                                   | 68.273                                                 | 99,0                                                   |
| 2005                                                   | 68.594                                                 | 99,5                                                   |
| 2006                                                   | 68.931                                                 | 100,0                                                  |
| 2007                                                   | 69.115                                                 | 100,2                                                  |
| 2008                                                   | 69.093                                                 | 100,2                                                  |
| 2009                                                   | 69.061                                                 | 100,2                                                  |
| 2010                                                   | 69.064                                                 | 100,2                                                  |
| 2011                                                   | 69.732                                                 | 101,1                                                  |
| 2012                                                   | 70.284                                                 | 101,9                                                  |
| 2013                                                   | 69.969                                                 | 101,5                                                  |
| 2014                                                   | 70.274                                                 | 101,9                                                  |
| 2015                                                   | 70.460                                                 | 102,2                                                  |
| 2016                                                   | 70.600                                                 | 102,4                                                  |
| 2017                                                   | 70.994                                                 | 103,0                                                  |
| 2018                                                   | 71.332                                                 | 103,4                                                  |
| 2019                                                   | 71.494                                                 | 103,7                                                  |
| 2020                                                   | 71.647                                                 | 103,8                                                  |
| 2021                                                   | 71.755                                                 | 104,1                                                  |
| 2022                                                   | 71.557                                                 | 103,8                                                  |
| 2023                                                   | 72.175                                                 | 104,7                                                  |
| 2024                                                   | 72.586                                                 | 105,3                                                  |
| 2025                                                   | 72.817                                                 | 105,6                                                  |

### Economische activiteit
Historisch gezien is de houtindustrie een gevolg van de ligging aan de zee. Vanaf de 18e eeuw is er in de haven een houtverwerkings- en houthandelsactiviteit.

## Toerisme

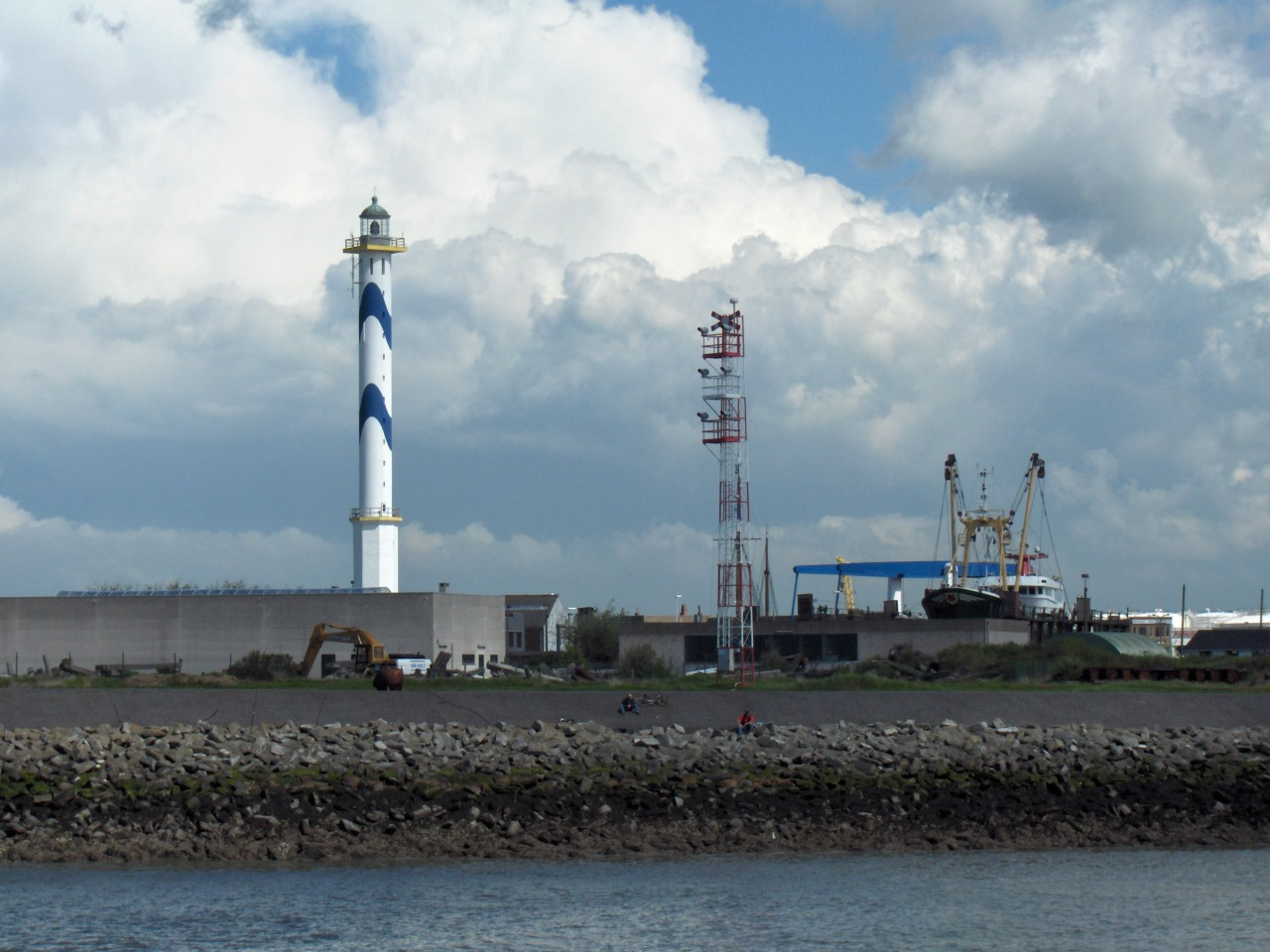
Lange Nelle, de vuurtoren van Oostende

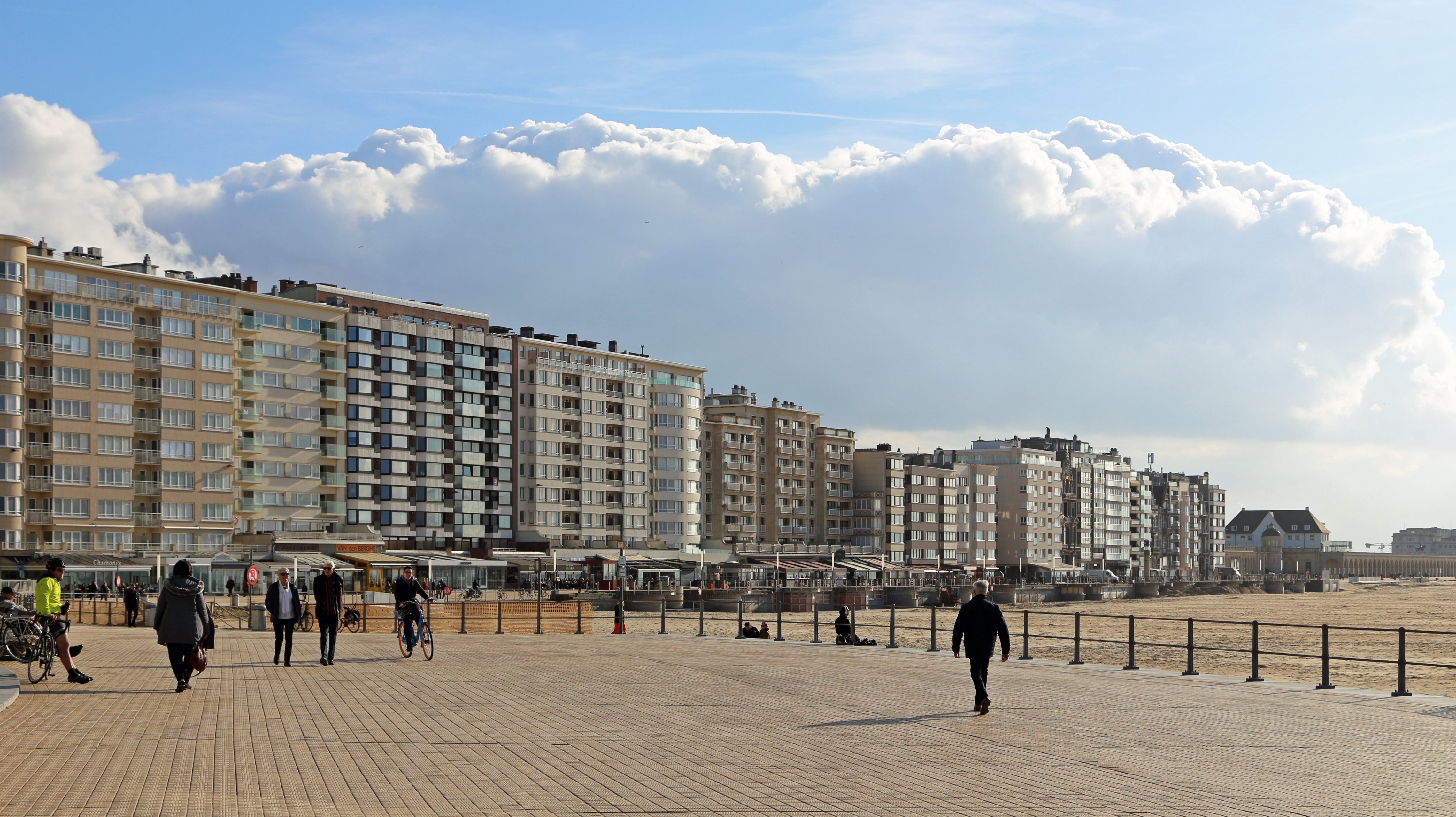
De Albert I-Promenade

Als "Stad aan zee" richt Oostende zich momenteel vooral op de cultuurminnende Oostendenaar, de weekend-bezoeker uit het binnenland en de buitenlandse toerist. Het aantal overnachtingen is gestegen van 800.000 in 1992 tot 1.100.000 in 2003 (cijfers provincie West-Vlaanderen).
Enkele culturele evenementen zijn Theater Aan Zee, Ostend Beach Festival en de Paulusfeesten. Oostende maakt zijn toeristisch aanbod bekend via een website. Het Bloemenuurwerk, de vistrap, de vuurtoren Lange Nelle en het Casino-Kursaal zijn eveneens enkele van de trekpleisters.

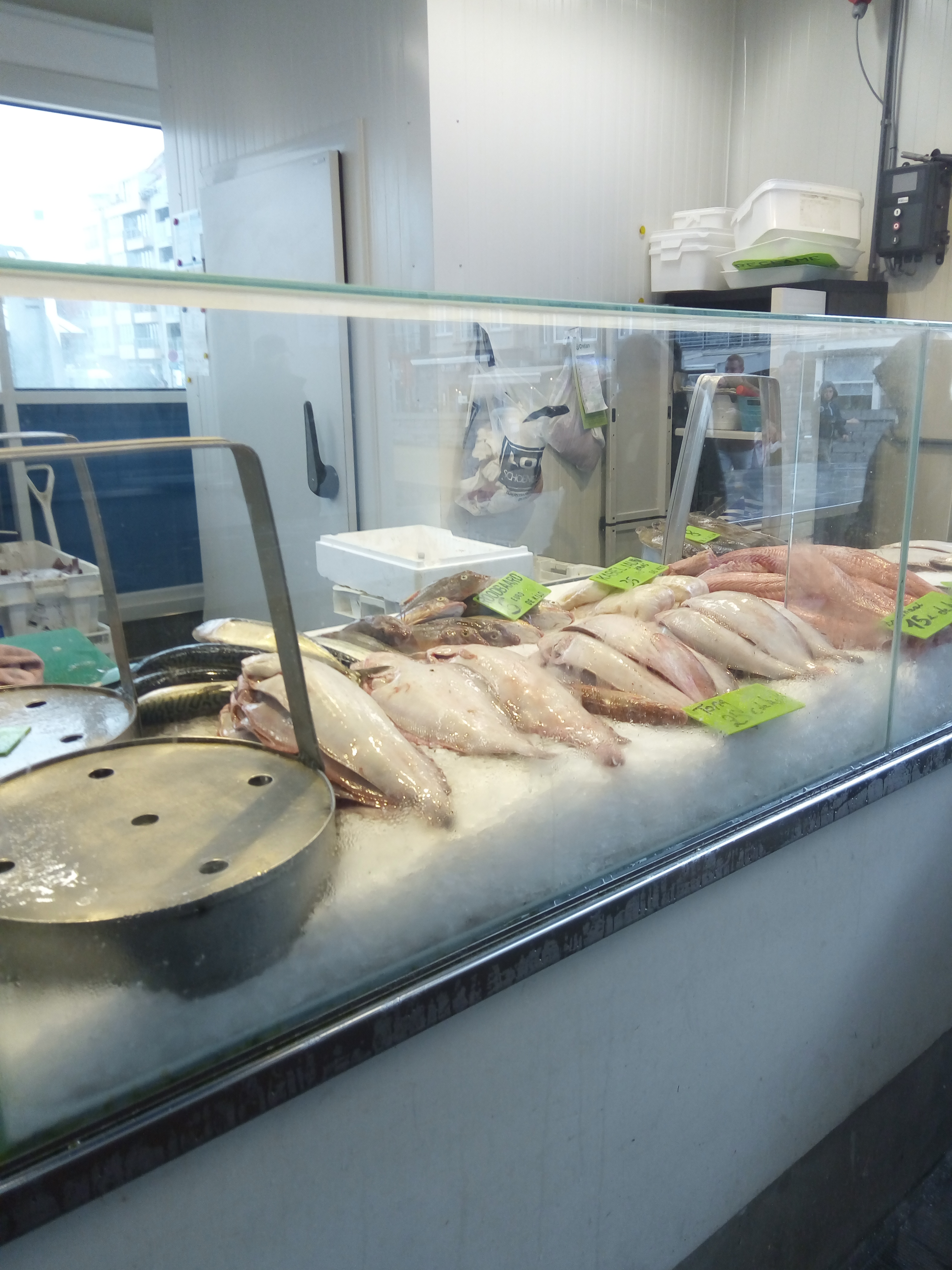
Verse Oostendse vis in de vismijn

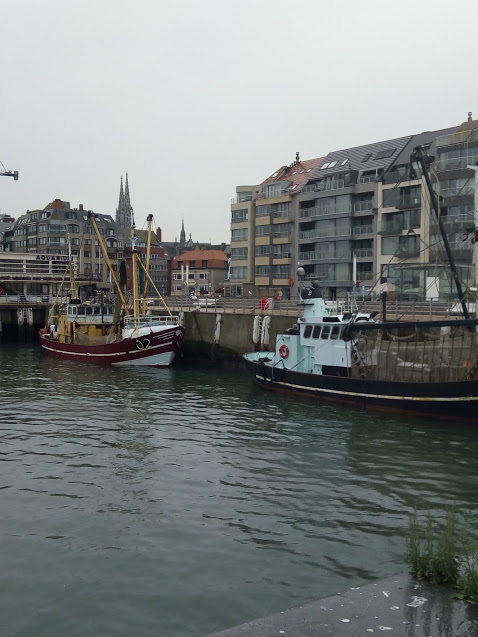
Vissersschepen

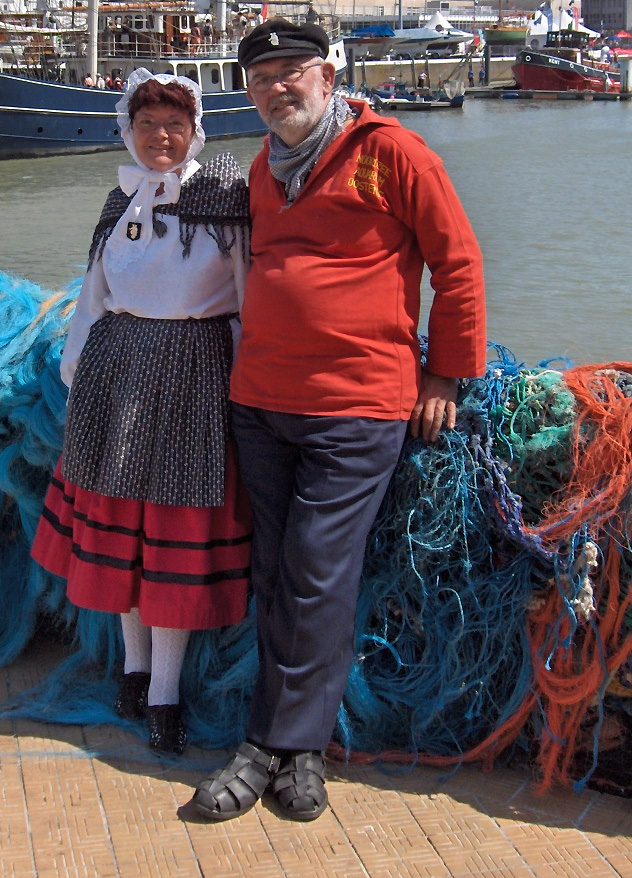
Typische visserskledij - begin 20e eeuw

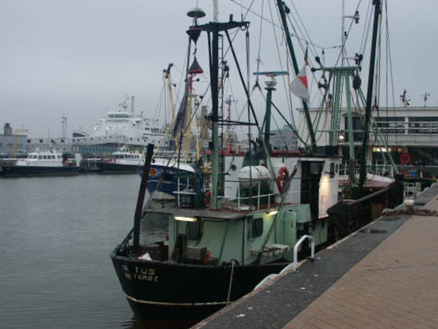
Een vissersboot aan de kaai

## Bezienswaardigheden
Oostende heeft een toeristische en historische stadskern. Naast deze stadskern liggen enkele wijken die deel uitmaken van de 19e-eeuwse stadsexpansie, met aaneengesloten panden met 19e-eeuwse bel-etagewoningen. De historische stadskern werd volledig vernield gedurende het driejarig beleg van Oostende. Het nog bestaande (en gerestaureerd) Spaans Huisje is in feite afkomstig uit de Oostenrijkse periode.
In en buiten de stadskern liggen een aantal beschermde monumenten zoals de Venetiaanse en Koninklijke gaanderijen met aansluitend de Drie Gapers, de muziekkiosk op het Wapenplein, de De Smet de Naeyerbruggen, de Wellingtonrenbaan, het Fort Napoleon, de Villa Maritza, het ensemble belle-époque-burgerhuizen in de Frans Musinstraat, het Staketsel, de Peperbusse, en de residentie Rogier Palace.

### Kerken
- De Sint-Petrus-en-Pauluskerk
- De Kapucijnenkerk
- De Sint-Jozefskerk
- De Dominicanenkerk
- De Engelse kerk
- De Sint-Antonius van Paduakerk
- De Hazegraskerk
- De Heilig Hartkerk
- De Evangelische kerk, van de Vrije Evangelische Gemeenten
- De Sint-Godelievekerk, sinds 2018 Kerk van de Heiligen Konstantijn en Helena, van de Orthodoxe gemeenschap.
- De Sint-Jan Baptistkerk

### Overig

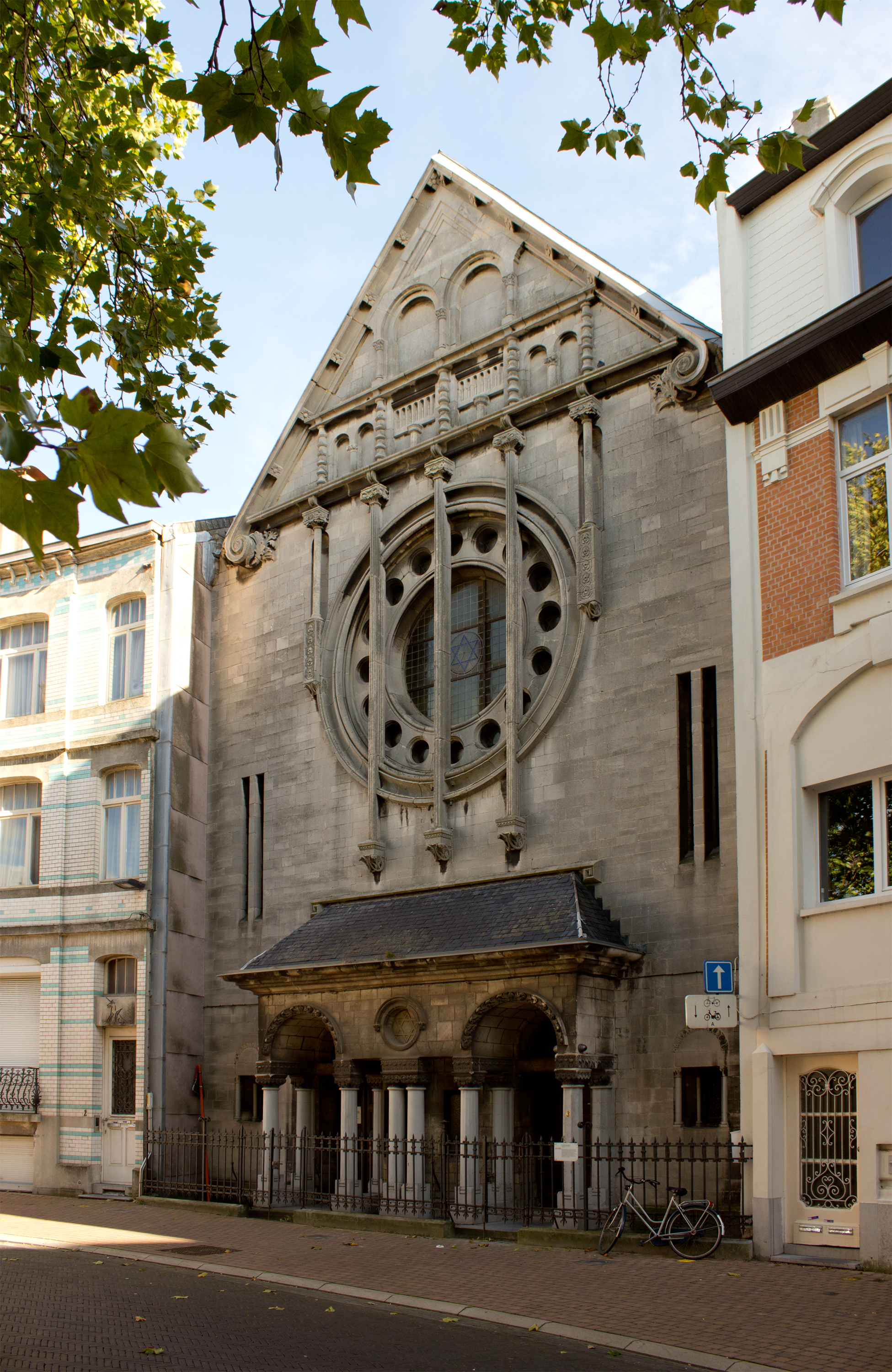
Synagoge van Oostende

Andere vermeldenswaardige gebouwen zijn:
- De Sint-Pieterstoren of Peperbusse
- De woning Deweert
- Het Spaans Huisje
- De belle-époquewijk (met onder andere Muscarstraat)
- De gevels en aanpalende huizen van het Koninklijk Atheneum 1 Centrum Oostende
- Het Feest- en Kultuurpaleis, tegenwoordig een winkelcentrum
- De voorgevel van het Onze-Lieve-Vrouwecollege
- Het Gerechtshof
- Het Stadhuis
- Het Parkhotel, Aartshertogstraat 74
- Het Europacentrum, wolkenkrabber van 104 meter hoog
- De Synagoge (1911), Filip Van Maestrichtplein 3[6][7]

### Musea
- Het Kunstmuseum aan Zee, afgekort Mu.ZEE, in 2008 ontstaan uit de fusie van het Museum voor Schone Kunsten Oostende en het Provinciaal Museum voor Moderne Kunst of PMMK).
- Het Ensorhuis dat als museum is ingericht.
- Het Stadsmuseum Oostende (voorheen Oostends Historisch Museum De Plate).
- Het Provinciedomein Raversijde met de archeologische site Walraversijde.
- Het domein van Prins Karel.
- Het Openluchtmuseum Atlantikwall.
- Het Fort Napoleon.

### Parken
- Maria Hendrikapark
- Leopoldpark
- Japanse Tuin

## Natuur en landschap
Oostende is gelegen aan de Noordzeekust. De stad is een badplaats, maar kent ook havens voor industrie en visserij. In Oostende mondt het Kanaal Brugge-Oostende uit in de zee. Er waren vroeger veerdiensten naar Engeland, maar de laatste verbindingen, met Dover en Ramsgate, werden in 2013 opgeheven. De plaatsen Zandvoorde, Stene en Mariakerke zijn zo goed als vastgebouwd aan de stad, maar in het uiterste zuiden, tussen Stene en Zandvoorde, vindt men nog een polderland met enkele kreken, behorend tot het Oostends Krekengebied.

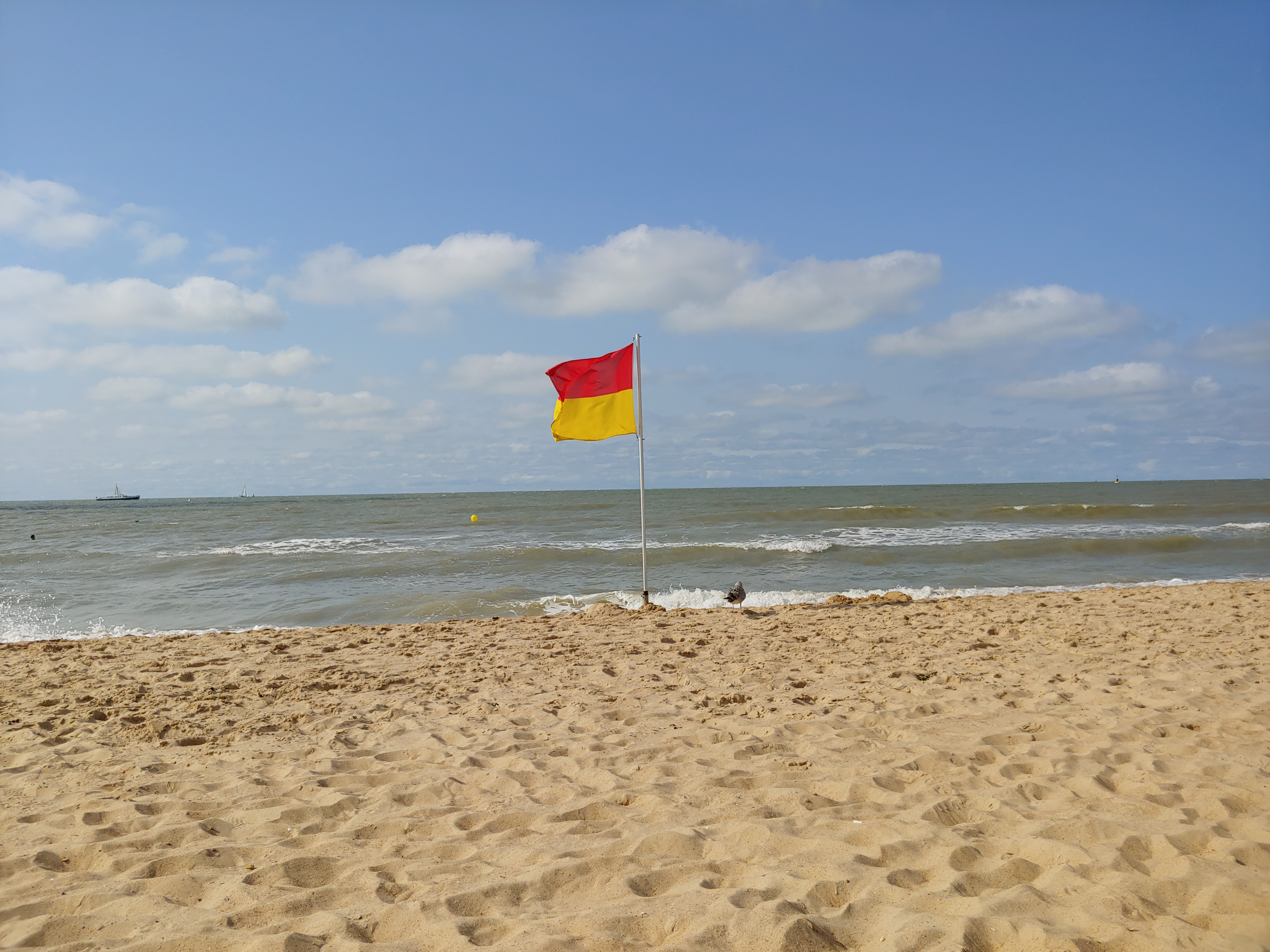
Het strand van Oostende, met de vlag van Oostende.

## Cultuur

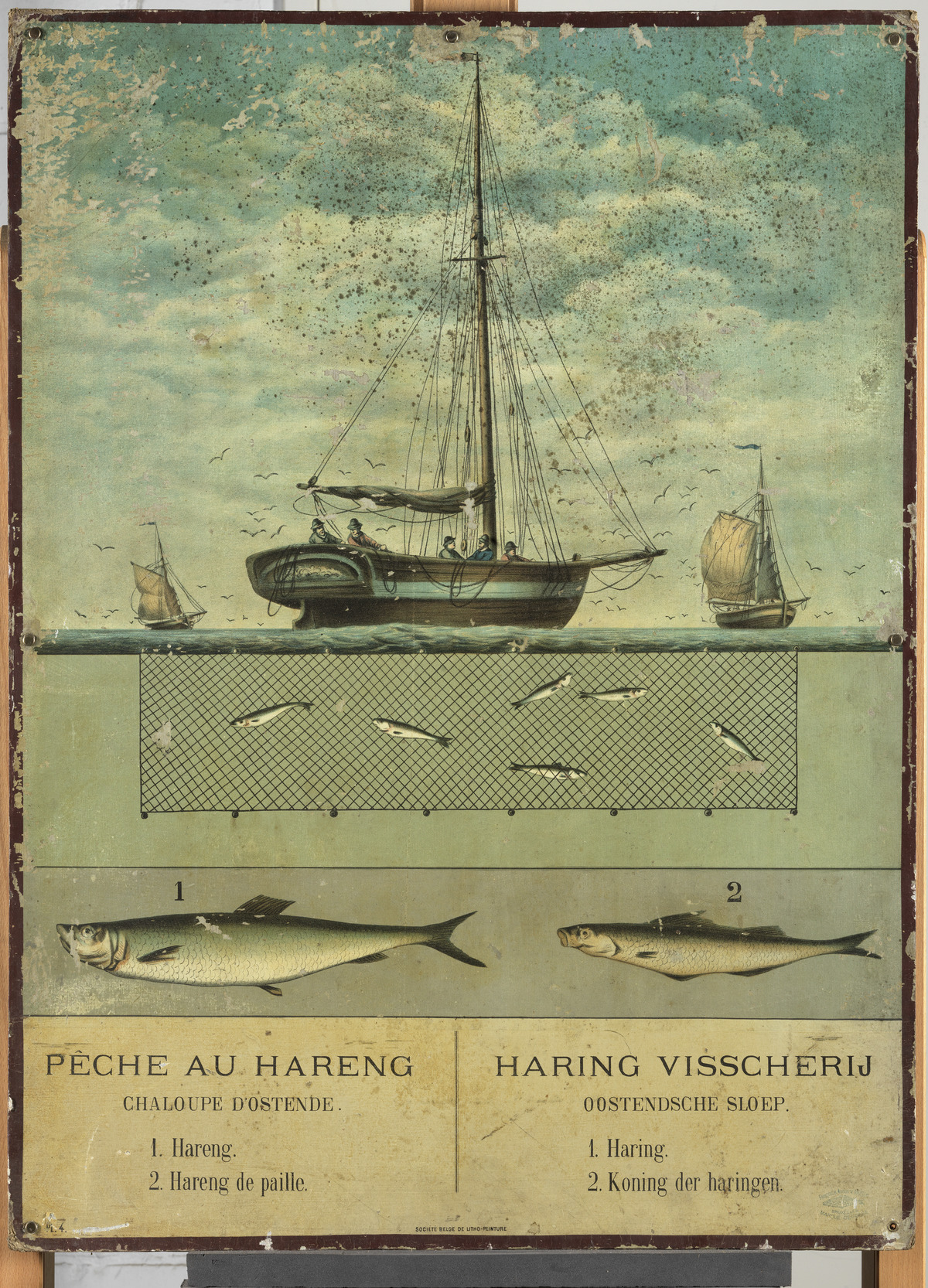
"Haring Visscherij, Oostendsche sloep, 1. Haring, 2. Koning der haringen", Auguste Musin, ca 1900, MAS

### Cultuurstad
In 2010 kreeg Oostende de titel van Cultuurstad Vlaanderen. Binnen dit kader waren er tal van evenementen voorzien waarbij ook een actieve inbreng van de inwoners verwacht werd. Er was naar aanleiding van het Ensor-jaar de tentoonstelling Bij Ensor op bezoek.
Het voormalige postgebouw van architect Gaston Eysselinck aan de Hendrik Serruyslaan is eind 2012 na grondige vernieuwing opnieuw in gebruik genomen als cultuurcentrum De Grote Post. Het werd een project naar het voorbeeld van de Gentse Vooruit.

### Maritieme cultuur
Oostende heeft een maritiem verleden, waarvan de Mercator, de Amandine en het Noordzee-aquarium getuigen. In 1992 is het middeleeuwse vissersdorp Walraversijde opgegraven. Er wordt daarnaast een Week van de Zee georganiseerd, er zijn open dagen van de havenbedrijven, het jaarlijks maritiem festival Oostende voor Anker, het Instituut voor Landbouw- en Visserijonderzoek, Onderzoeksdomein Visserij van de Vlaamse overheid en het Vlaams Instituut voor de Zee. De visserij is nog prominent aanwezig in de Vismijn. In het Maritiem Instituut Mercator kan men alle maritieme richtingen volgen van het secundair onderwijs. De spuikom uit het begin van de 20e eeuw is nu een belangrijke plaats voor watersportrecreatie, zoals vissen, zeilen, duiken, en surfen.

### Bibliotheek en kunstonderwijs
De Oostendse Stadsbibliotheek (1856-...), nu Openbare bibliotheek Kris Lambert, huist sinds 2000 in de nieuwe hoofdbibliotheek. Oostende heeft tevens een Stedelijk Conservatorium en een Stedelijke Kunstacademie.

### Kunst en galerijen
Er zijn verschillende kleine galerijen. In de Venetiaanse Gaanderijen worden gelegenheidstentoonstellingen gehouden.
In 2016 ging Oostende een samenwerking aan met The Crystal Ship, dat een permanente tentoonstelling cureerde in de Oostendse binnenstad. Meer dan 20 internationaal gerenommeerde kunstenaars maakten kunstwerken in de openbare ruimte, van street art tot public art. Zo schilderde Guido Van Helten het reusachtig portret van een visser op een silo, het duo Disorderline een abstract lijnenspel op de zijkant van het Stedelijk Zwembad (afgebroken in 2024) en Fintan Magee schilderde op de zijkant van een groot appartementsgebouw het portret van een vrouw aan het water. Andere kunstenaars waren onder anderen ROA (zwart-witte dieren), Elian (grafische en abstracte compositie), Ella & Pitr (met een absurde vloertekening) en Zio Ziegler (met een graffititechniek, geïnspireerd op Afrikaanse bronnen).

### Film
Oostende is regelmatig de locatie geweest voor filmopnamen of de plaats waar het filmverhaal zich afspeelt. De naam van Oostende komt vele malen voor in filmtitels. Speelfilms waarin Oostende een prominente rol speelt, zijn bijvoorbeeld Weekend aan Zee, Blinker en de Blixvaten, Ex Drummer en Cargo.
Sinds 2007 vindt in de stad elk jaar het Filmfestival Oostende plaats in de filmzalen van Kinepolis en tot 2012 ook in Ciné Rialto.

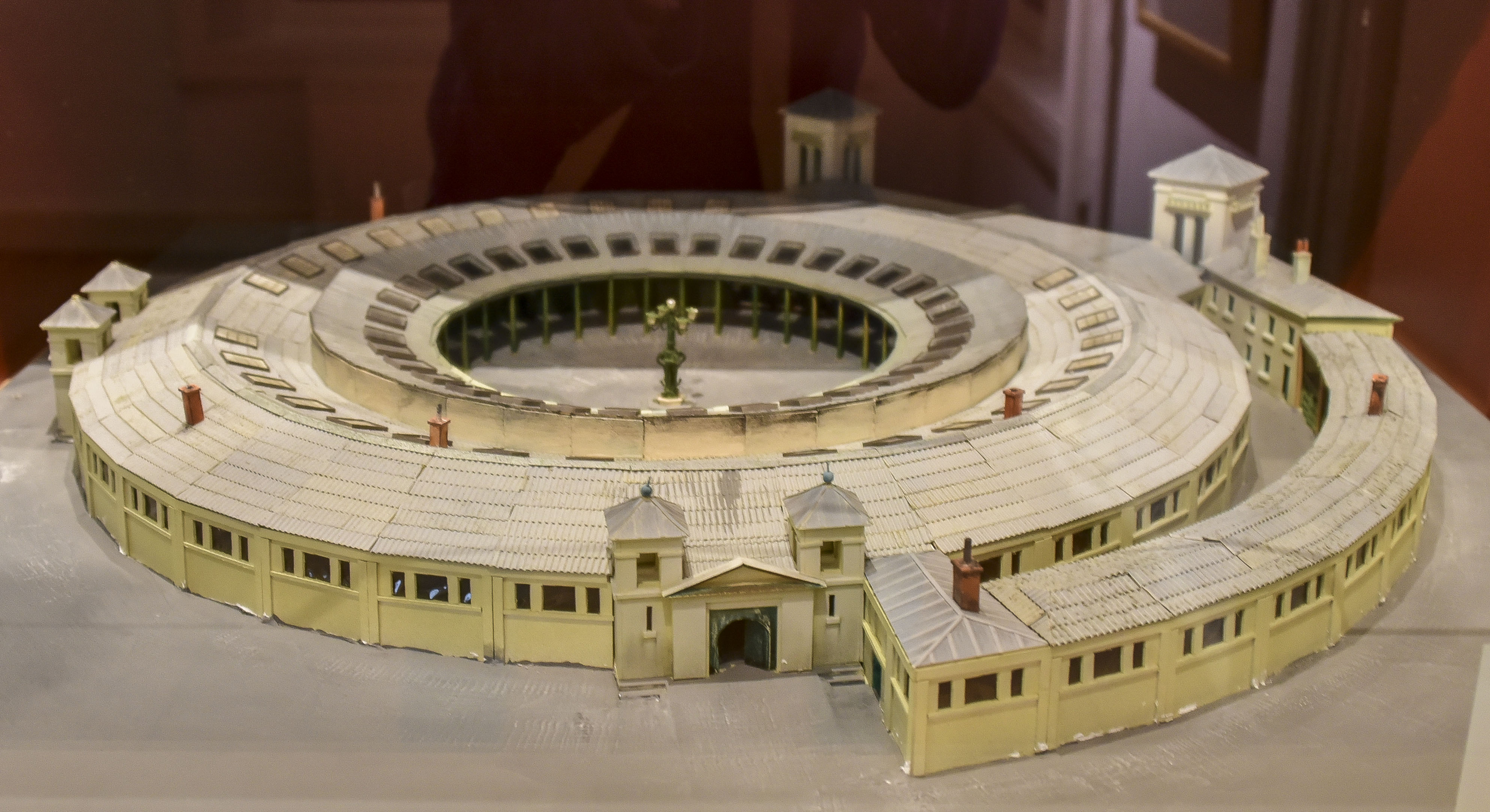
De vroegere vismijn "De Cierk"

### Televisieseries
Oostende is het decor van de series De Redders, Onder vuur en Helden van hier.

### Jeugd
Oostende telt een aantal jeugdhuizen (OHK, De Korre, Kim/K2 enz.) en een openluchtcentrum (Duin en Zee). In de vakanties vinden projecten en/of festivals zoals Ostend Beach Dance Festival, WOOSHA, Zandrock, Creatuur en het Appelblauwfestival plaats. Daarbuiten biedt Horizon Educatief vzw vorming- en natuursessies aan scholen en groeperingen in het openluchtcentrum. Ook enkele jongerenpartijen waaronder Jong N-VA, Jong VLD, Jongsocialisten, Jong Groen en JONGCD&V zijn actief in de stad.

## Gezondheidszorg
In Oostende zijn de ziekenhuizen sinds 2023 gefuseerd tot AZ Oostende, met twee campussen: Damiaan en Serruys.

## Politiek
Het Stadhuis van Oostende stamt van rond 1961.

### Structuur
| Oostende         | Oostende         | Supranationaal         | Nationaal                         | Nationaal                         | Gemeenschap               | Gewest                    | Provincie                 | Arrondissement            | Provinciedistrict | Kanton          | Gemeente        |
| ---------------- | ---------------- | ---------------------- | --------------------------------- | --------------------------------- | ------------------------- | ------------------------- | ------------------------- | ------------------------- | ----------------- | --------------- | --------------- |
| Administratief   | Niveau           | Europese Unie          | België                            | België                            | Vlaanderen                | Vlaanderen                | West-Vlaanderen           | Oostende                  | Oostende          | Oostende        | Oostende        |
| Administratief   | Bestuur          | Europese Commissie     | Belgische regering                | Belgische regering                | Vlaamse regering          | Vlaamse regering          | Deputatie                 | Deputatie                 | Deputatie         | Deputatie       | Gemeentebestuur |
| Administratief   | Raad             | Europees Parlement     | Kamer van volksvertegenwoordigers | Kamer van volksvertegenwoordigers | Vlaams Parlement          | Vlaams Parlement          | Provincieraad             | Provincieraad             | Provincieraad     | Provincieraad   | Gemeenteraad    |
| Kiesomschrijving | Kiesomschrijving | Nederlands Kiescollege | Kieskring West-Vlaanderen         | Kieskring West-Vlaanderen         | Kieskring West-Vlaanderen | Kieskring West-Vlaanderen | Kieskring West-Vlaanderen | Oostende-Veurne-Diksmuide | Oostende          | Oostende        | Oostende        |
| Verkiezing       | Verkiezing       | Europese               | Federale                          | Federale                          | Vlaamse                   | Vlaamse                   | Provincieraads-           | Provincieraads-           | Provincieraads-   | Provincieraads- | Gemeenteraads-  |

### Burgemeesters
| Tijdspanne | Tijdspanne  | Burgemeester                |
| ---------- | ----------- | --------------------------- |
|            | 1821 - 1831 | Jean-Baptiste Serruys       |
|            | 1831 - 1836 | Jean-Baptiste Lanszweert    |
|            | 1836 - 1861 | Henricus Serruys (unionist) |
|            | 1861 - 1882 | Jean Van Iseghem (LP)       |
|            | 1882 - 1887 | Charles Janssens (LP)       |
|            | 1888        | Ernest Janssens (LP)        |
|            | 1888 - 1892 | Jacques Montangie (LP)      |
|            | 1892 - 1912 | Alfons Pieters (LP)         |
|            | 1912 - 1919 | August Liebaert (LP)        |
|            | 1920 - 1940 | Edouard Moreaux (LP)        |
|            | 1940 - 1941 | Henri Serruys (LP)          |

| Tijdspanne | Tijdspanne   | Burgemeester                             |
| ---------- | ------------ | ---------------------------------------- |
|            | 1941 - 1942  | Albert Van Laere (oorlogsburgemeester)   |
|            | 1944         | Honoré Loones (oorlogsburgemeester, VNV) |
|            | 1944 - 1952  | Henri Serruys (LP)                       |
|            | 1952 - 1953  | Louis Vandendriessche (LP)               |
|            | 1953 - 1958  | Adolphe Van Glabbeke (LP)                |
|            | 1959 - 1980  | Jan Piers (CVP)                          |
|            | 1980 - 1997  | Julien Goekint (CVP)                     |
|            | 1997 - 2015  | Jean Vandecasteele (SP/sp.a)             |
|            | 2015 - 2018  | Johan Vande Lanotte (sp.a)               |
|            | 2019 - 2024  | Bart Tommelein (Open Vld)                |
|            | 2024 - heden | John Crombez (Vooruit)                   |

### College van burgemeester en schepenen
| College van burgemeester en schepenen | College van burgemeester en schepenen | College van burgemeester en schepenen | College van burgemeester en schepenen |
| Functie                               | Naam (partij)                         |                                       | Bevoegdheden |
| ------------------------------------- | ------------------------------------- | ------------------------------------- | --- |
| Burgemeester                          | John Crombez (Vooruit)                |                                       | Uitvoering van wetten, Politieverordeningen, Openbare veiligheid, Civiele veiligheid, Noodplanning, Milieuwetgeving, Crisisbeheer & rampcoördinatie, Opeisingsrecht, Politie, Justitie, Vergunningen (schorsing, intrekking en andere), Brandweer, Reddingsdienst, Handhaving, Preventie, Externe communicatie en sociale media, Stadsmarketing, Interne Communicatie, Bouwinspectie, Administratieve vereenvoudiging, Regiostrategie en -vorming, Toegangspoort, Organisatiebeheersing, Exploitaties, Verzekeringen, Juridische zaken, Bestuurlijk archief, Aankopen, Overheidsopdrachten, Personeel, Wonen en sociale woningbouw, Rollend materieel, Vloot, Technische diensten, Thermae Palace, Multibel, Rollend fonds, Coördinatie gebouwen hogere overheden |
| Eerste schepen                        | Charlotte Verkeyn (N-VA)              |                                       | Vergunningen (handel), Uitgaansbeleid, Concessies, Zwembad, Sport, Economie, Ondernemen, Duurzaam ondernemen, Horeca, Haven, Luchthaven, Economisch Huis, Visserij, Landbouw, Markten ambulante handel, Middenstand detailhandel, Kermissen, PPS-gebouwen (Publiek-private samenwerking), Onroerend erfgoed gebouwen, Stadsgebouwen, Economische uitstraling, Economische ontwikkeling, Economische innovatie |
| Tweede schepen                        | Vanessa Vens (Vooruit)                |                                       | Cultuur, De Grote Post, Mu.ZEE, Jeugd, Bibliotheek, UiTPAS, Kunstonderwijs, Groene ruimte, Netheid, Inrichting openbaar domein, Bezetting openbaar domein, Openbare verlichting, Openbare werken, Openbare nutsvoorzieningen, Onroerend erfgoed - coördinatie |
| Derde schepen                         | Maxim Donck (N-VA)                    |                                       | Internationale relaties, Begroting, Financiën, Antidiscriminatie, Gelijke kansen, Integratie/diversiteit/emancipatie/LGBTQI+, Mondiaal beleid - OS, PMB, Seniorenbeleid, Toegankelijkheid, Buitenschoolse kinderopvang, BOA (Buitenschoolse Opvang en Activiteiten), Groepsopvang, Gezinsopvang, Onthaalouders, Koetsen, Taxi's, Begraafplaatsen, Crematorium |
| Vierde schepen                        | Judith Ooms (Vooruit)                 |                                       | Verenigingen/middenveld, Participatie, Algemene Coördinatie AG Oostende, Energie, Energiehuis, Klimaat, Voedselstrategie, Milieubeleid, Afvalbeleid, Kwetsbare gebieden, natuurgebieden, Buitengoed, Kinderboerderij, Mobil-O (belijning), Parkeerbeleid, AGSO, Ruimtelijke ordening, Stedelijke ontwikkeling, Omgevingsvergunningen, Algemene coördinatie PPS (Publiek-private samenwerking) |
| Vijfde schepen                        | Björn Pannecoucke (Vooruit)           |                                       | Burgerlijke stand, Administratie en facturatie begrafenissen, Intrafamiliaal geweld (IFG), Drugbeleid, Straathoekwerk, Armoedebeleid, Burgerzaken, Begrafenissen, Lokaal gezinsbeleid, Gezondheidsbeleid, Armoedebeleid, Vluchtelingenopvang, Antenne/Foodsavers, Dak- en thuisloosheid, Schuldhulp, Crisisopvang en -netwerk, Jeugdzorg, Woonzorgcentra, Assistentiewoningen, Senioren in nood, Woonzorg, MSOC, Volksgezondheid, Ziekenhuizen, Strandredders |
| Zesde schepen                         | Fabrice Goffin (Vooruit)              |                                       | Stadsmariniers, Fraudebestrijding, Innovatie - Smart City, Buurt- en wijkwerking, Ontmoetingscentra, Digitalisering, ICT, E-inclusie, GIS, Databeheer, Dierenwelzijn, Strategische Coördinatie |
| Zevende schepen                       | Niko Geldhof (Vooruit)                |                                       | Evenementen, Vergunningen (evenementen), Protocol, Ceremoniële vieringen, Erediensten, Kursaal, Feestelijkheden, Tradities, Carnaval, Nv eko, Catering, Logistieke ondersteuning |
| Achtste schepen                       | Sandra Demuynck (N-VA)                |                                       | Voorzitter Bijzonder Comité voor de Sociale Dienst, Sociale dienst, Welzijnspunten, Rechtenverkenning, Flankerend onderwijsbeleid, Werken, Activering, Sociale economie |

### Resultaten gemeenteraadsverkiezingen sinds 1976
| Partij of kartel     | Partij of kartel                             | 10-10-1976 | 10-10-1976 | 10-10-1982 | 10-10-1982 | 9-10-1988 | 9-10-1988 | 9-10-1994 | 9-10-1994 | 8-10-2000 | 8-10-2000 | 8-10-2006 | 8-10-2006 | 14-10-2012 | 14-10-2012 | 14-10-2018 | 14-10-2018 | 13-10-2024 | 13-10-2024 |
| Stemmen / Zetels     | Stemmen / Zetels                             | %          | 41         | %          | 39         | %         | 39        | %         | 39        | %         | 39        | %         | 39        | %          | 41         | %          | 41         | %          | 41         |
| -------------------- | -------------------------------------------- | ---------- | ---------- | ---------- | ---------- | --------- | --------- | --------- | --------- | --------- | --------- | --------- | --------- | ---------- | ---------- | ---------- | ---------- | ---------- | ---------- |
|                      | PVDA1                                        | -          |            | -          |            | -         |           | -         |           | 0,341     | 0         | -         |           | -          |            | 2,11       | 0          | 4,31       | 1          |
|                      | SP1/ sp.a2/ Stadslijst3/ Vooruit Plus4       | 24,781     | 11         | 26,281     | 11         | 23,681    | 10        | 24,471    | 12        | 42,741    | 20        | 45,672    | 20        | 32,132     | 15         | 22,83      | 11         | 38,74      | 18         |
|                      | Agalev1/ Groen!2/ Groen3/ Trots op OostendeB | -          |            | 4,031      | 0          | 6,261     | 2         | 4,741     | 1         | 4,511     | 1         | 5,972     | 1         | 10,113     | 4          | 12,53      | 5          | 19,3B      | 8          |
|                      | PVV1/ VLD2/ Open Vld3/ Trots op OostendeB    | 23,561     | 10         | 22,571     | 10         | 22,481    | 10        | 18,182    | 8         | 19,712    | 8         | 16,072    | 6         | 13,433     | 6          | 19,83      | 9          | 19,3B      | 8          |
|                      | CVP1/ CD&V+N-VAA/ CD&V2/ Trots op OostendeB  | 28,381     | 12         | 30,911     | 14         | 27,111    | 12        | 19,541    | 9         | 15,431    | 6         | 14,07A    | 5         | 9,52       | 3          | 7,82       | 3          | 19,3B      | 8          |
|                      | VU1/ VU&ID2/ CD&V+N-VAA/ N-VA3               | 19,21      | 8          | 11,631     | 4          | 13,11     | 5         | 5,641     | 2         | 4,862     | 1         | 14,07A    | 5         | 22,743     | 10         | 16,53      | 7          | 19,23      | 8          |
|                      | Vlaams Blok1/ Vlaams Belang2                 | -          |            | -          |            | 2,461     | 0         | 8,361     | 3         | 9,671     | 3         | 16,822    | 7         | 7,682      | 3          | 13,12      | 6          | 16,32      | 6          |
|                      | D.E.M.O.                                     | -          |            | -          |            | -         |           | 6,03      | 2         | 1,76      | 0         | -         |           | -          |            | -          |            | -          |            |
|                      | OBL                                          | -          |            | -          |            | -         |           | 3,8       | 1         | -         |           | -         |           | -          |            | -          |            | -          |            |
|                      | W.O.W.                                       | -          |            | -          |            | -         |           | 4,92      | 1         | -         |           | -         |           | -          |            | -          |            | -          |            |
| Anderen(*)           | Anderen(*)                                   | 4,08       | 0          | 4,57       | 0          | 4,91      | 0         | 4,31      | 0         | 0,98      | 0         | 1,4       | 0         | 4,42       | 0          | 5,4        | 0          | 2,3        | 0          |
| Totaal stemmen       | Totaal stemmen                               | 48549      | 48549      | 49314      | 49314      | 49508     | 49508     | 49328     | 49328     | 48463     | 48463     | 48484     | 48484     | 46471      | 46471      | 48365      | 48365      | 33038      | 33038      |
| Opkomst %            | Opkomst %                                    |            |            |            |            | 90,81     | 90,81     | 89,55     | 89,55     | 89,19     | 89,19     |           |           | 85,98      | 85,98      | 88,2       | 88,2       | 60,6       | 60,6       |
| Blanco en ongeldig % | Blanco en ongeldig %                         | 6,53       | 6,53       | 6,79       | 6,79       | 6,14      | 6,14      | 6,63      | 6,63      | 5,57      | 5,57      | 4,84      | 4,84      | 2,62       | 2,62       | 3,2        | 3,2        | 0,8        | 0,8        |

De rode cijfers naast de gegevens duiden aan onder welke naam de partijen telkens bij een verkiezing opkwamen.

De zetels van de gevormde meerderheid staan vetjes afgedrukt. De grootste partij staat in kleur.
 (*) 1976: KPB (2,97%), VFP (1,11%) / 1982: KPB (1,68%), VB (1,54%), RAD (1,35%) / 1988: OTD (3,91%), KP (0,66%) NF (0,34%) / 1994: NIEBOU (2,21%), AOV (0,59%), V.E.L.O. (0,84%), V.N.P. (0,33%) / 2000: BURGER (0,31%), MLINKS (0,2%), V.E.L.O. (0,5%), V.N.P. (0,31%) / 2006: Avanti! (1,4%) / 2012: LDD (2,98%), ROOD! (1,08%), Alexander (0,36%) / 2018: OK (2,3%), Recht door Zee (1,9%), DeOostendenaar (1,2%) / 2024: de O mens (2,0%), SVD (0,3%)

## Sport
In de tweede helft van de twintigste eeuw telde Oostende verschillende voetbalclubs, zowel in de nationale als in de provinciale reeksen: AS Oostende, VG Oostende, Hermes Oostende, SK Voorwaarts Oostende, Hoger Op Oostende (dat in 1999 was ontstaan uit een fusie van Hermes en Voorwaarts) en VG Oostende (stamnummer 8837). Anno 2014 bleef er maar één over: KV Oostende, dat tussen 2013 en 2023 in de eerste klasse van het Belgische voetbal speelde. In 2023 degradeerde de club weer naar de tweede klasse. De club ontstond uit een fusie van AS en VG Oostende in 1981. De club werkt zijn thuiswedstrijden af in de Diaz Arena (ongeveer 8.400 plaatsen). Verder heeft ook deelgemeente Zandvoorde een eigen club (FC Union Zandvoorde), die in derde provinciale uitkomt. Tot 2016 had Oostende ook een damesvoetbalploeg, SK Opex Girls, die ooit in de hoogste, nationale afdeling van het damesvoetbal actief was. Vanaf het seizoen 2016-2017 spelen de dames onder de vlag van FC Union Zandvoorde in 2e Provinciale.
Basketbalclub BC Oostende speelt in de eerste klasse van het Belgische basketbal. De club werkt zijn thuiswedstrijden af in de COREtec Dôme. In het Belgisch basket zijn ze de recordkampioen.
Met Hermes Oostende wordt er in de stad ook volleybal gespeeld op een hoog niveau. De damesploeg speelt in de eredivisie van het damesvolleybal, de herenploeg in de tweede divisie. Thuiswedstrijden worden afgewerkt in de Mr. V-arena, in het sportpark De Schorre.
In de Belgian American Football League spelen de Ostend Pirates (de vroegere West-Vlaanderen Tribes). Terrein 23 van het sportpark De Schorre is hun thuisbasis.

## Zustersteden
Oostende is de enige stad in de wereld die gejumeleerd is met Monaco. De stedenband bestaat sinds 1958 en werd bezegeld door het bezoek op 25 juni 1958 van prins Rainier en prinses Grace van Monaco aan Oostende. Om de vijftigste verjaardag te vieren bracht prins Albert II van Monaco op 18 juni 2008 een bezoek aan Oostende. De stedenband uit zich in Oostende door het bestaan van een Monacoplein (plein voor het Casino-Kursaal) en de aanwezigheid van een consulaat-generaal van Monaco. In Monaco is er een Avenue d'Ostende.
Verder is er sinds december 2003 een stedenband met Banjul, de hoofdstad van Gambia.

## Trivia

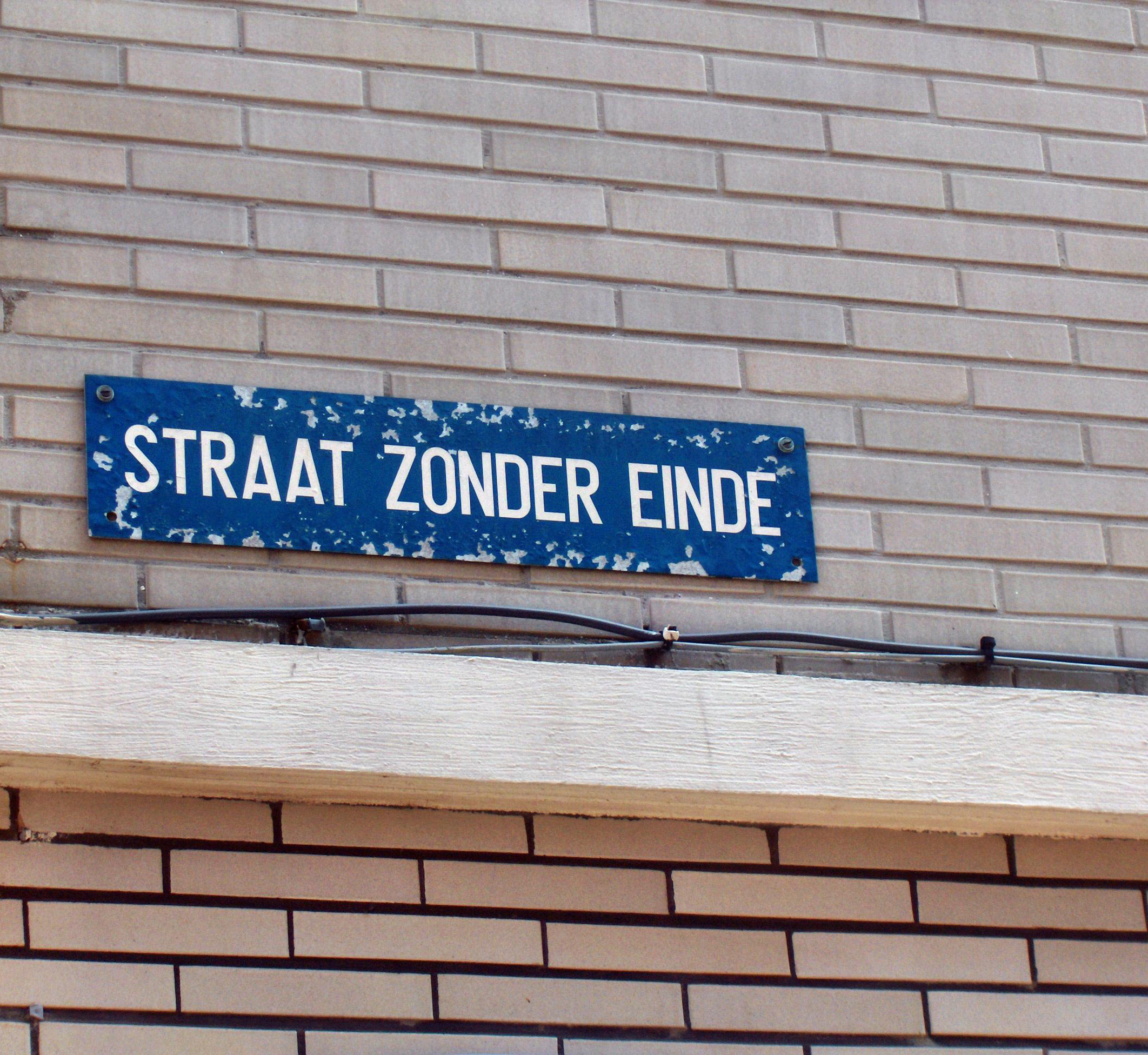
Straat in Oostende

- In Oostende is er een doodlopende straat met de naam "Straat zonder einde" (gelegen aan het Vissersplein).
- In theosofische kringen is Oostende bekend vanwege het feit dat Helena Blavatsky hier een deel van haar bekende Geheime Leer schreef.
- Het beeldverhaal Le Bal du rat mort speelt zich af in Oostende.
- De misdaadroman Stil bloed van Toni Coppers speelt zich volledig in Oostende af.
- De roman Vertraging van Tim Krabbé speelt zich deels in Oostende af.
- De VRT-serie Sedes en Belli speelt zich in Oostende af.
- Het vierde seizoen van The Block speelde zich in Oostende af.
- De film Ex Drummer naar het gelijknamige boek van Herman Brusselmans speelt zich in Oostende af.
- De film Man van staal speelt zich eveneens in Oostende af, hoewel de meeste scènes in werkelijkheid elders zijn opgenomen.
- Willem Frederik Hermans schreef het verhaal: Samen naar Oostende. (Moedwil en misverstand, in Hermans' Volledige Werken deel 7 (2006), p. 91-97).
- De film Bo speelt voor een deel in Oostende.
- In het wapen van Oostende verwijzen twee van de drie sleutels naar Sint-Petrus (de patroonheilige van Oostende) en een derde naar de poorten van de stad.
- De roman De zure druiven (1952) van Gaston Duribreux geeft een authentieke beschrijving van het oude Oostende.
- In Argentinië is een badplaats Ostende die in het begin van de 20e eeuw gesticht werd door Belgen.
- De roman Zeepijn (1999) van Charlotte Mutsaers speelt zich gedeeltelijk af in Oostende.
- Ook de roman Koetsier Herfst (2008) van Charlotte Mutsaers speelt zich voor een groot deel af in Oostende.
- De VRT-serie Onder vuur over een fictief brandweerkorps speelde zich in Oostende af.
- Oostende bezit een geheel eigen woordenboek over het dialect dat men er nog steeds vaak hoort: het Oostends woordenboek.
- De roman Het strand van Oostende (1991, vertaald naar het Nederlands in 1993) van Jacqueline Harpman speelt zich gedeeltelijk af in Oostende.
- De naam Soldatenberg is na de Tweede Wereldoorlog ontstaan voor een hellend vlak, door Duitse militairen ingericht met luchtafweerkanonnen.

## Nabijgelegen kernen
Mariakerke, Stene, Zandvoorde, Raversijde, Konterdam